# Malalletra
Malalletra és un grup musical format a Barcelona per escriptors catalans a finals del 2022. Va estrenar-se en directe el Sant Jordi del 2023. La seva creació va ser idea de Lluís Llort, inspirant-se en els Rock Bottom Remainders, i va comptar amb el suport de Iolanda Batallé, Pilar Maurell i la Llibreria Ona, on el grup va fer la primera actuació. L'alineació és dinàmica i varia segons el concert, i el repertori se centra en versions de clàssics de rock/pop anglosaxó i català. A més dels Sant Jordis a la Llibreria Ona, el grup ha tocat al Festival 42, al 50è aniversari de la llibreria Documenta i a la Cadena SER, entre altres llocs.
Son o han sigut membres del grup Lluís Llort (bateria), Jordi Campoy (teclats i direcció musical), Francesc Bombí-Vilaseca (guitarra), Salvador Macip (guitarra), Jordi Boixadós (guitarra acústica i veu), Marta Carnicero (veu), Elisenda Roca (veu), Maria Escalas (veu i oboè), Ferran Grau (veu), Esteve Plantada (veu), Pep Blay (MC), Àlex Santaló (bateria), Iolanda Batallé (veu), Sílvia Cantos (veu), Ada Castells (veu), Gemma Ventura (bateria), Bea Cabezas (teclats) i Miquel Adam (guitarra). També hi ha participat el no escriptor Sergi Corbella (baix).